# Basse-Rentgen
Basse-Rentgen település Franciaországban, Moselle megyében. Lakosainak száma 525 fő (2022. január 1.). Basse-Rentgen Breistroff-la-Grande, Évrange, Hagen, Mondorff, Puttelange-lès-Thionville, Rodemack, Roussy-le-Village és Zoufftgen községekkel határos.

## Népesség
A település népességének változása:
| Lakosok száma | 254  | 213  | 289  | 329  | 411  | 432  | 491  | 512  | 522  | 525  |
|               | 1968 | 1982 | 1990 | 2006 | 2013 | 2015 | 2017 | 2019 | 2020 | 2022 |